# Saint-Cyr-sous-Dourdan
Saint-Cyr-sous-Dourdan é uma comuna francesa na região administrativa da Ilha-de-França, no departamento de Essonne. Estende-se por uma área de 9,89 km². Em 2010 a comuna tinha 979 habitantes (densidade: 99 hab./km²).